# Campeonato Mundial de Gimnasia Artística de 1907
El III Campeonato Mundial de Gimnasia Artística se celebró en Praga (Bohemia, Austrohungría) entre el 29 y el 30 de junio de 1907 bajo la organización de la Federación Internacional de Gimnasia (FIG).

## Resultados

### Masculino
| Evento                 | Oro                                                       | Plata                              | Bronce                                              |
| ---------------------- | --------------------------------------------------------- | ---------------------------------- | --------------------------------------------------- |
| Concurso completo ind. | Josef Čada Bohemia 167,250 pts.                           | Jules Rolland Francia 158,750 pts. | František Erben Bohemia 157,250 pts.                |
| Caballo con arcos      | František Erben Bohemia 22,250                            | Jules Rolland Francia 21,000       | Karel Sal Bohemia 20,750                            |
| Paralelas              | Joseph Lux Francia 21,750                                 | Josef Čada Bohemia 20,750          | Louis Segura Francia František Erben Bohemia 20,500 |
| Barra fija             | Georges Charmoille Francia František Erben Bohemia 23,750 |                                    | Jules Rolland Francia 23,500                        |
| Concurso por equipos   | Checoslovaquia 951,250                                    | Francia 923,000                    | Bélgica · 827,250                                   |

## Medallero
| Núm. | País    | Oro | Plata | Bronce | Total |
| ---- | ------- | --- | ----- | ------ | ----- |
| 1    | Bohemia | 4   | 1     | 3      | 8     |
| 2    | Francia | 2   | 3     | 2      | 7     |
| 3    | Bélgica | 0   | 0     | 1      | 1     |
|      | TOTAL   | 6   | 4     | 6      | 16    |

1. 1 2 3 4 5 6 7 8  Medallistas originarios de la provincia de Bohemia del Imperio Austrohúngaro; la FIG reconoció posteriormente las medallas como propias de Checoslovaquia.